# Ludvika (commune)
La commune de Ludvika est une commune du comté de Dalarna en Suède. 26 030 personnes y vivent. Son siège se trouve à Ludvika.

## Localités principales
- Blötberget
- Fredriksberg
- Gonäs
- Grangärde
- Grängesberg
- Håksberg
- Ludvika
- Nyhammar
- Persbo
- Saxdalen
- Sunnansjö
- Sörvik

## Jumelage
- Imatra, Finlande
- Kontiolahti, Finlande
- Bad Honnef, Allemagne